# Tachina ventralis
Tachina ventralis är en tvåvingeart som först beskrevs av Christian Rudolph Wilhelm Wiedemann 1824.  Tachina ventralis ingår i släktet Tachina och familjen parasitflugor. Inga underarter finns listade i Catalogue of Life.